# Shine On (George Jones)
Shine On è un album in studio del cantante statunitense George Jones, pubblicato nel 1983.

## Tracce
1. Shine On (Shine All Your Sweet Love on Me) – 3:18 (Bob Morrison, Johnny MacRae)
2. She Hung the Moon – 3:04 (Bobby Braddock)
3. I'd Rather Have What We Had – 2:50 (Bobby Braddock)
4. Tennessee Whiskey – 2:50 (Linda Hargrove, Dean Dillon)
5. Almost Persuaded – 3:09 (Billy Sherrill, Glenn Sutton)
6. I Always Get Lucky with You – 3:18 (Merle Haggard, Gary Church, Freddy Powers, Tex Whitson)
7. Mem'ryville – 2:34 (Dallas Frazier, Larry Lee)
8. I Should've Called – 2:37 (Eddy Raven)
9. The Show's Almost Over – 3:18 (Chuck Howard)
10. Ol' George Stopped Drinkin' Today – 2:50 (O. B. McClinton)